# 弗鲁克图奥索·里维拉
弗鲁克图奥索·里维拉（西班牙語：Fructuoso Rivera），全名何塞·弗鲁克图奥索·里维拉-托斯卡纳（西班牙語：José Fructuoso Rivera y Toscana，1784年10月17日—1854年1月13日），乌拉圭政治人物，军事人物，1830年11月6日至1834年10月24日担任乌拉圭首任总统；之后于1839年－1843年、1853年－1854年两次担任乌拉圭总统。他还被认为是乌拉圭红党的创始人，该党从1865年到1958年一直统治着乌拉圭。在1831年的萨尔西普德斯大屠杀中，他做出了一个有争议的决定，几乎完全消灭了当地的查鲁亚人。

## 生平

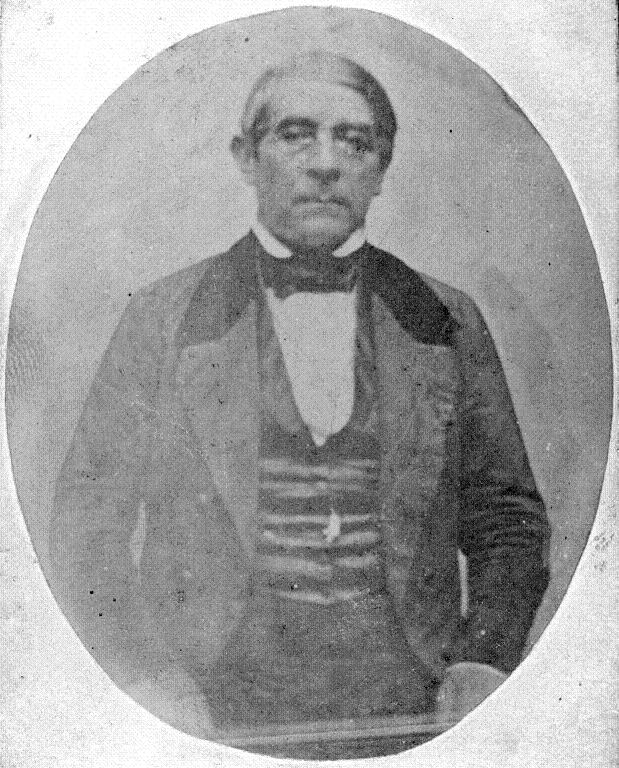
弗鲁克图奥索·里维拉

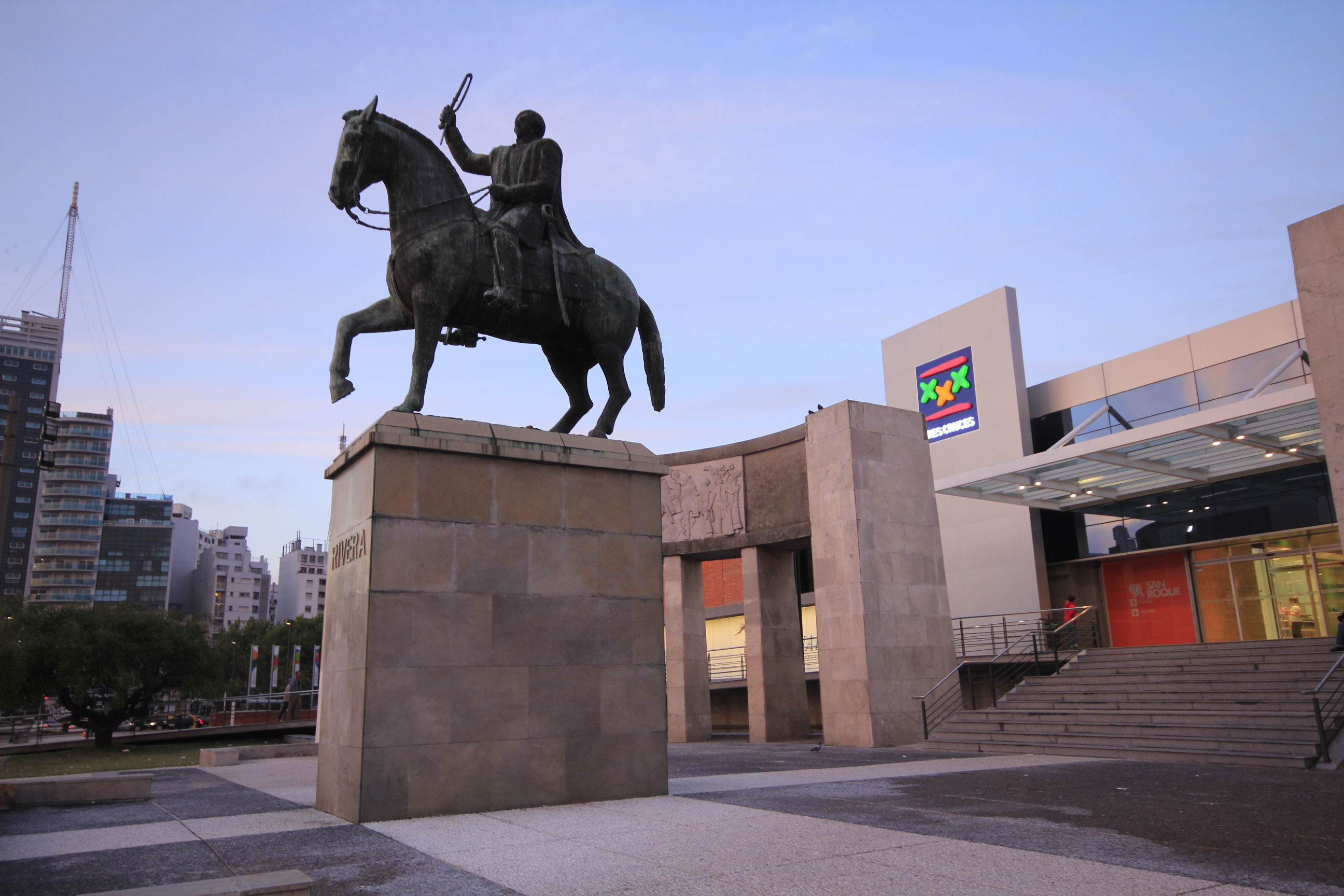
弗鲁克图奥索·里维拉在蒙得维的亚的雕像

里维拉是一名牧场主，他于1810年加入阿蒂加斯的军队，最后他晋升为将军。1820年，葡萄牙人占领了乌拉圭，战败的阿蒂加斯被迫流亡，里维拉留在了新创建的西普拉蒂纳省。
1825年，由胡安·拉瓦列哈及其阿根廷支持者领导的33个乌拉圭人开始与巴西帝国作战时，里维拉加入了阿根廷人的行列，不过现有资料还不清楚他是自愿加入还是被迫加入的。在顺铂战争期间不久成为重要的军事指挥官，并参加了辛康战役和萨兰迪战役。由于与其他领导人的争执，里维拉离开这个国家一年，并没有参加1827年的伊图桑戈之战。
1828年乌拉圭宣布独立后，里维拉和拉瓦列哈之间的争论演变成战争，阿根廷将军若泽·朗多成为第一任临时州长。里维拉最后从1830年11月6日起担任总统，直到1834年10月24日止。里维拉随后支持曼努埃尔·奥里韦将军接替他的总统职位。里维拉又一次卷入了与拉瓦列哈和奥里韦的冲突中。1838年10月，里维拉打败了奥里韦，迫使他流亡到布宜诺斯艾利斯。在这场冲突中，红党和白党的政治分歧开始了，里维拉的支持者戴着红袖章，而奥里韦的支持者则戴着白袖章。后来，这些派系组成了他们的政党。里维拉于1839年3月1日至1843年3月1日第二次担任总统。
奥里韦在布宜诺斯艾利斯强人胡安·曼努埃尔·德·罗萨斯的支持下，组织了一支新的军队，入侵乌拉圭，从而开始了乌拉圭内战。1842年12月，奥里韦在阿罗约·格兰德战役中击败里维拉，开始了对蒙得维多的围攻。里维拉的权力仅限于首都，而奥里韦则统治着这个国家的其他地方。1847年，里维拉被迫流亡到巴西，并在那里一直待到1853年。
在总统胡安·弗朗西斯科·吉罗被推翻后，1853年9月25日成立了执政三巨头，由维南西奥·弗洛雷斯、胡安·安东尼奥·拉瓦列哈和里维拉组成。然而，拉瓦列哈于1854年10月22日去世，里维拉于1854年1月13日在前往蒙得维的亚的途中去世，只留下弗洛雷斯一人掌权。